# Erőss család

A bethlenfalvi és lengyelfalvi nemes és csíkszentmiklósi gróf Erőss család címere (1767)

A csíkszentmiklósi, lengyelfalvi és bethlenfalvi nemes és gróf Erőss család Erdély egyik legrégebbi székely nemesi családjainak egyike. Már 1250-ben említést tesznek a család egyik felmenőjéről (Ereus de Ete), mint csallóközi udvarnokról, a csíkszentmiklósi Erős család első fellelhető nemesi oklevele 1277-ből származik. Már az 1291. és 1294. évi adománylevelekben comes-ként szerepelnek. Oklevelekben előforduló írásmódjai Ereus, Ereos, Ereivs, Ewrus, Eivrws, Erews, Eres, Ereős, Ereőss, Erős.
A család fokozatosan, az 1810-től az 1930-as évekig tartó időszakban Erős-ről Erőss-re változtatta a nevét. Erőss József prédikátor, Erős István tabajdi birtokos fia volt az első Erőss, aki két ss-el írta a nevét, úgy, hogy az első s-t németes ß-szal, vagyis Erőßs-nek írta. Ezt az írásformát őrzik a patai egyház anyakönyvei és krónikái.
A családnak két főága és több alága létezik. A csíkszentmiklósi, lengyelfalvi és bethlenfalvi főág túlnyomórészt római katolikus, míg a dercsikai főág túlnyomórészt református. Az évszázadok folyamán rokonságba kerültek többek közt az Almásy, az egyházpakai Andrássy, illetve csíkszentkirályi és krasznahorkai Andrássy, Becsky, Bíró, Dombrády, Forgách, Fráter, Gutmann, Kállay, Majláth, Mikó, Nagy, Perényi és Ujhelyi családokkal.
Jelenleg a csíkszentmiklósi, lengyelfalvi és bethlenfalvi főág alágainak leszármazottai Erdélyben, Észak-Alföldön, az Amerikai Egyesült Államokban és Ausztráliában élnek, a dercsikai főág alágainak leszármazottai pedig a Dunántúlon, Felvidéken és Brazíliában.

## Jelentősebb családtagok
- Erős Ferenc Modest (18. század – 19. század) ferences rendi szerzetes
- Erős Pál (1733–?) jezsuita rendi pap, kanonok
- Erőss Alfréd (1909–1950) katolikus pap, költő, tanulmányíró
- id. Erőss Elek (1816–1900) főjegyző, országgyűlési követ, főbíró, majd haláláig - 50 éven keresztül Csíkszereda polgármestere
- ifj. Erőss Elek (?–1884) ügyvéd, Csík vármegye és Csíkszereda város tisztiügyésze
- Erőss Gábor (1779–1815) rézmetsző, tipográfus, Csokonai legismertebb arcképének (prémes, magyar mentében öltözött) első elkészítője rézmetszetben
- Erőss Gyula (1855–1925) orvos, pedagógus
- Erőss István (1964) grafikusművész
- Erőss János (1777–1808) rajzoló, rézmetsző, kabai református lelkész, Csokonai legismertebb arcképének (prémes, magyar mentében öltözött) megrajzolója
- Erőss János (1889–1962) ügyvéd, FgKP politikus, közellátási miniszter 1945. november 20. – 1947. szeptember 27. között
- Erőss József (1745–1826) prédikátor, református „templomépítő” lelkész
- Erőss József (1868–1932) erdélyi magyar történész
- Erőss Lajos (1805–1870) országgyűlési képviselő
- Erőss Lajos (1857–1911) debreceni tanár, lelkész, református püspök
- Erőss Lajos (1919–2004) nagyprépost
- Erőss László (1911–1993) kántortanító, -tanár, tanfelügyelő, helytörténész
- Erőss Sándor (1796–1858) református „templomépítő” lelkész, ifj. széki gróf Teleki László nevelője

## Képtár

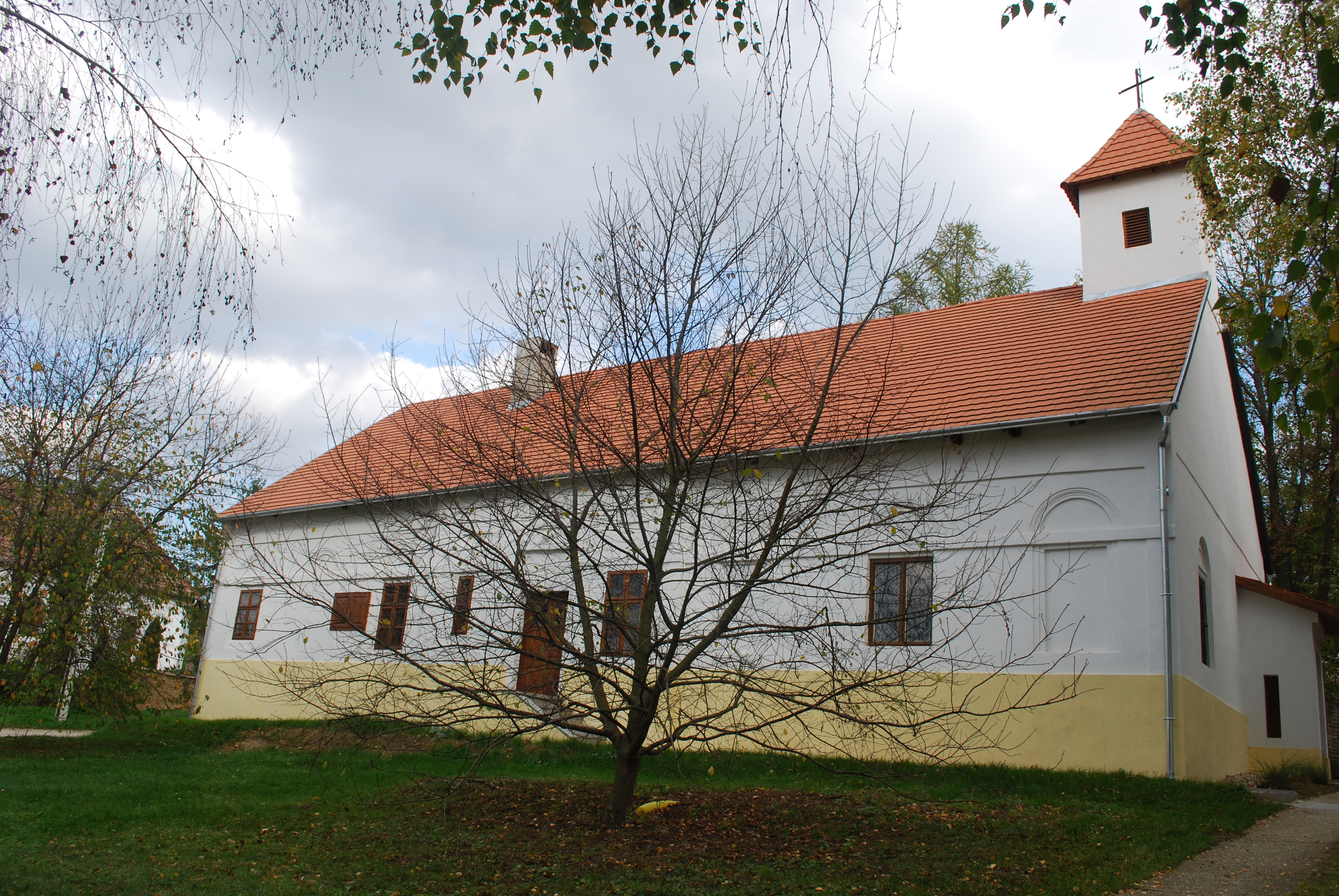
A felsőmocsoládi kúria
A fényeslitkei kúria
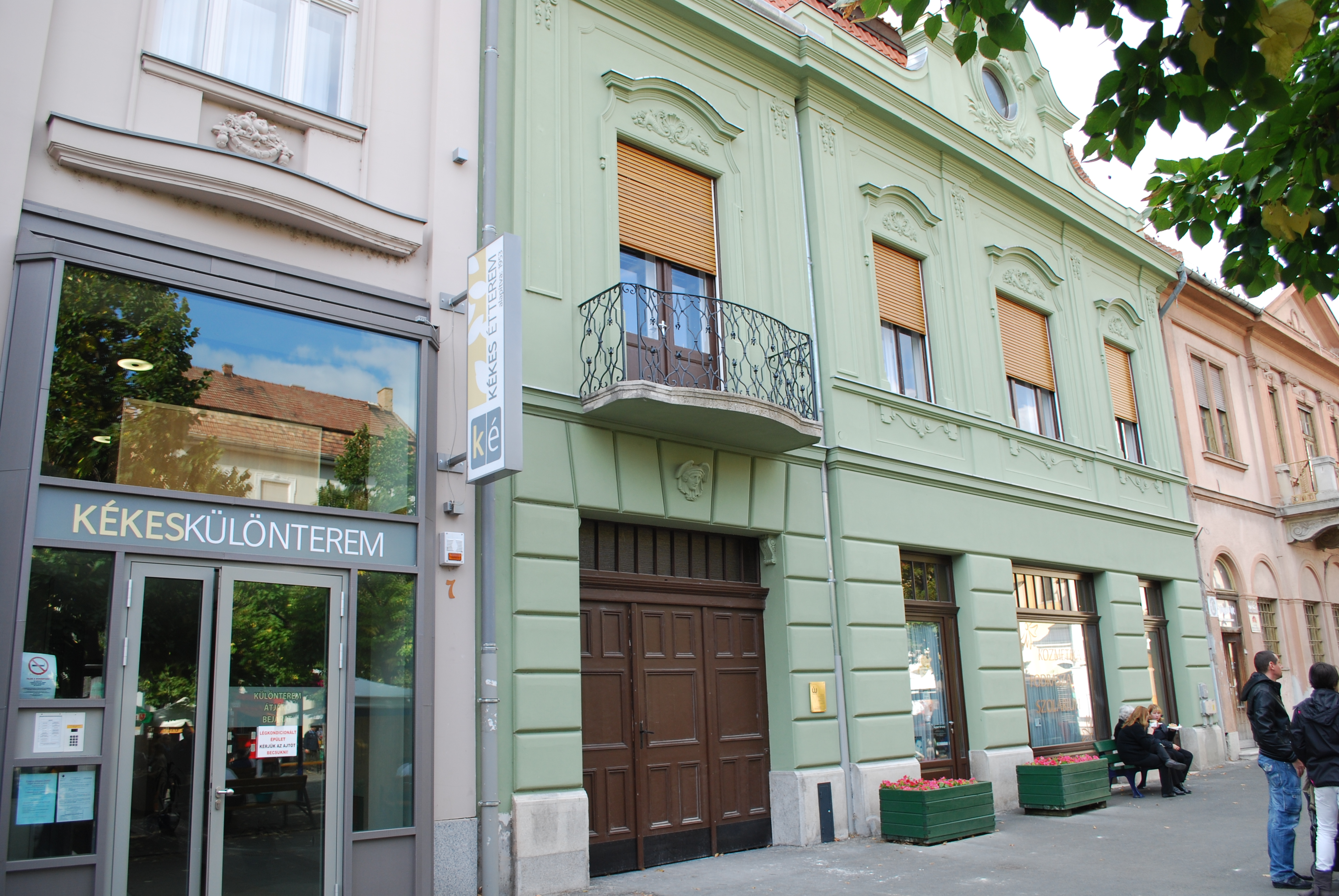
A gyöngyösi, Fő utcai kúria
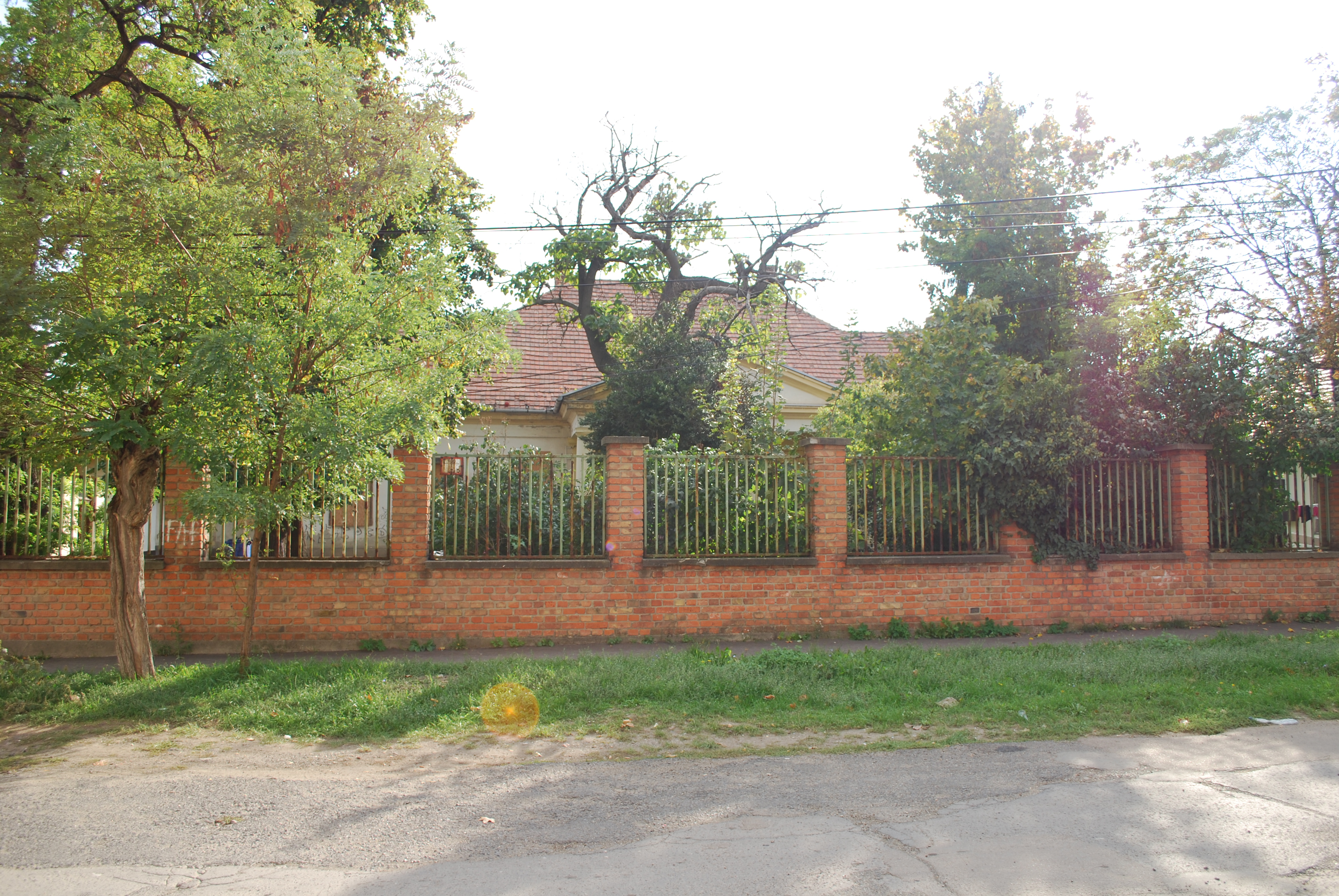
A gyöngyösi, Erőss-Bíró kúria